# U-Bahnhof Paracelsus-Bad

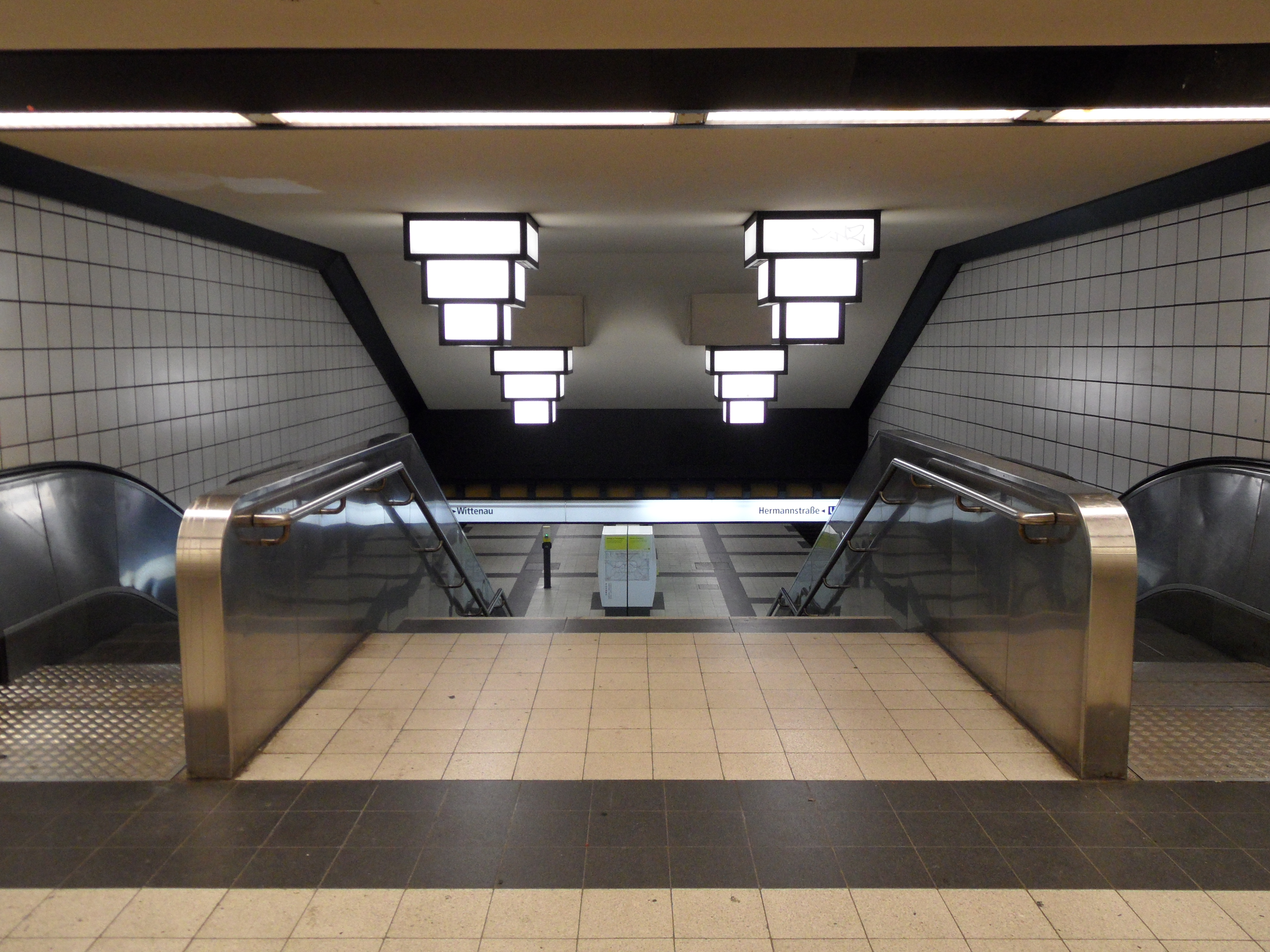
Treppe zum Bahnsteig

Der U-Bahnhof Paracelsus-Bad (ⓘ) liegt an der Linie U8 der Berliner U-Bahn. Er wurde am 27. April 1987 eröffnet, zusammen mit den Stationen Residenzstraße und Franz-Neumann-Platz (Am Schäfersee) unter dem Namen Residenzstraßen-Strecke. Der Bahnhof liegt im Ortsteil Reinickendorf des gleichnamigen Bezirks und ist 920 Meter vom U-Bahnhof Residenzstraße sowie 678 Meter vom U-Bahnhof Lindauer Allee entfernt. Im Bahnhofsverzeichnis der BVG trägt er die Bezeichnung PB. 
Der Bahnhof besitzt einen Mittelbahnsteig mit Ausgängen an den Bahnsteigenden, die über Rolltreppen in Vorhallen hineinführen. Der Raum, der an ein Badehaus erinnert, wurde von dem Architekten Rainer G. Rümmler gestaltet: Die Wände erinnern in stilisierter Form durch die weiße sanitärfliesenartige Wandgestaltung an Schwimmbäder, genauso wie die Säulen, die auf den Wänden abgebildet sind, an römische Badeanlagen erinnern. Die Decke ist mit einem quadratischen Muster aus Holzbalken bedeckt, die Säulen in der Mitte des Bahnsteigganges ähneln denen in einem Schwimmbad. Ein Augenmerk sind die Lampen an der Decke, die Tropfsteine verkörpern und aus Quadern im Stil des Art déco bestehen.
Der Name der Bahnstation stammt vom nahegelegenen Paracelsus-Bad in der Roedernallee.

## Anbindung
| Linie | Verlauf |
| ----- | --- |
|       | Wittenau (Wilhelmsruher Damm) – Rathaus Reinickendorf – Karl-Bonhoeffer-Nervenklinik – Lindauer Allee – Paracelsus-Bad – Residenzstraße – Franz-Neumann-Platz (Am Schäfersee) – Osloer Straße – Pankstraße – Gesundbrunnen – Voltastraße – Bernauer Straße – Rosenthaler Platz – Weinmeisterstraße – Alexanderplatz – Jannowitzbrücke – Heinrich-Heine-Straße – Moritzplatz – Kottbusser Tor – Schönleinstraße – Hermannplatz – Boddinstraße – Leinestraße – Hermannstraße |

Am U-Bahnhof bestehen Umsteigemöglichkeiten zu den Omnibuslinien 120, 122, 320, 322, N8 und N20 der BVG.
In 400 Metern Entfernung befindet sich der S-Bahnhof Alt-Reinickendorf, wo auf die S-Bahn-Linie S25 umgestiegen werden kann.